# Варшавський договір (1920)
Варша́вський договір, або Договір Пілсудський — Петлюра — політичні й військові конвенції, підписані представниками Польщі і Української Народної Республіки, які розроблялись таємно від уряду УНР й польського сейму. За ними в обмін на визнання незалежності УНР і військову допомогу Симон Петлюра погоджувався визнати українсько-польський кордон по річці Збруч і далі по Прип'яті до її гирла. Згідно з договором польський уряд Юзефа Пілсудського відмовився від намірів розширити територію Польщі до кордонів Речі Посполитої 1772 року та визнав УНР. До Польщі мала відійти Східна Галичина та 5 повітів Волині.

## Передумови угоди
Перед Симоном Петлюрою стояла дилема: або втратити все, або пожертвувати частиною і через союз з Польською республікою: 1) вибороти для України незалежність; 2) отримати підтримку держав Антанти; 3) об'єднати сили УНР та Польщі для боротьби проти головної загрози — більшовицької експансії.
Ця угода мала символічне значення для УНР. Попри це, уряд Симона Петлюри мусив піти на великі поступки, бо визнавалися уже де-факто встановлені кордони по межі розташуванням польських військ в Україні — по річці Збруч. Це означало тимчасове зречення від великих етнічних українських територій Галичини, Західної Волині, частини Полісся, Лемківщини, Підляшшя, Посяння і Холмщини. Такий крок уряду Симона Петлюри оцінений вкрай негативно деякими українськими політиками того часу і більшістю населення окупованих Польською республікою територій.

## Суть угоди

### Політична конвенція
21 квітня 1920 року підписано політичну конвенцію. За нею Польська республіка зобов'язувалась не укладати міжнародних угод, спрямованих проти УНР, гарантувались національно-культурні права українського населення в Польщі та польського — в Україні:
|  | Уряд Речі Посполитої Польської, з одного боку, і уряд Української Народної Республіки, з другого, у глибокому переконанні, що кожний народ має природне право на самостійне вирішення своєї долі та визнання своїх відносин із сусідами, однаково натхненні бажанням утвердити принцип миролюбного, дружнього співіснування з метою благополуччя і розвитку обох народів, погодилися на такі рішення: 1. Визнаючи право України на незалежне державне існування в кордонах, які на півночі, сході і півдні визначаються на основі договорів між УНР і відповідно сусідами, що з нею межують, Річ Посполита Польська визнає верховною владою УНР Директорію незалежної Української Народної Республіки з головним отаманом паном Симоном Петлюрою на чолі. Кордони між РПП і УНР визначатимуться таким чином: на півночі від Дністра вздовж р. Збруч, а далі уздовж колишнього кордону між Австро-Угорщиною та Росією до Вижгрудка, а від Вижгрудка на північ по Кременецьких пагорбах, а потім по лінії на схід від Здолбунова, вздовж східних адміністративних кордонів Ровенського повіту, а далі на північ вздовж кордону колишньої губернії Мінської до перетину його р. Прип'ять, а потім Прип’яттю до її гирла. Що стосується Ровенського, Дубенського і частини Кременецького повітів, які тепер належать РПП, то щодо них пізніше буде укладено більш точну угоду. […] 4. Український уряд зобов’язується не укладати будь-яких міжнародних договорів, спрямованих проти Польщі. Ці ж зобов’язання бере на себе уряд РПП стосовно УНР. 5. Права національно-культурні, які уряд Української Народної Республіки забезпечить громадянам польської національності на території Української Народної Республіки, будуть не меншою мірою забезпечені громадянам національності української в межах Річі Посполитої і навпаки. 6. …Аграрна справа в Україні буде розв’язана конституативно. Дочасу скликання конституанти юридичне становище землевласників польської національності в Україні визначається згодою між Річчю Польською Посполитою і Українською Народною Республікою. 8. Умова ця зіставляється таємно… |

### Військова конвенція
Складовою частиною договору була військова конвенція, підписана 24 квітня 1920 року українським генералом Володимиром Сінклером та представником польського військового відомства Валерієм Славеком, яка заклала підвалини спільних польсько-українських військових дій проти більшовицьких військ на території України:
|  | § 1. Чинна Воєнна конвенція становить інтегральну частину Політичної конвенції від дня 21 квітня 1920 р., запроваджується з нею рівночасно в життя… § 2. Польські та українські війська відбувають акцію спільно як війська союзні. § 3. У разі спільної польсько-української акції проти совітських військ на теренах Правобережної України, що розташовані на схід від сучасної лінії польсько-більшовицького фронту, військові операції відбуваються за взаємним порозумінням начальної команди польських військ і головною командою українських військ під загальним керуванням начальної команди польських військ. § 4. Начальна команда польських військ приділить до оперативних штабів українських військ своїх старшин, а головна команда українських військ приділить, в порозумінні з начальною командою польських військ, до польських команд, частин, інституцій і т. ін. своїх зв’язкових старшин. […] § 6. Із моменту початку спільної акції проти большевиків Український уряд зобов’язується доправляти продукти для Польської армії,що оперує на цім терені, згідно з оперативним планом. Головні артикули: м'ясо, сало, борошно, збіжжя, крупу, овочі, цукор, овес, сіно, солому і т. ін. на підставі харчових норм, обов’язкових у Польському війську, і потрібні підводи. […] § 8. Із моменту початку спільної офензиви і заняття нових теренів Правобережної України, що знаходяться на схід від сучасної лінії польсько-большевицького фронту, Український уряд організовує на них свою владу та адміністрацію цивільну і військову. Тили Польських військ буде охороняти польська польова жандармерія і польське етапове військо; зміна українською владою настане на підставі осібної умови, після сформування української жандармерії, а також українських етапових військ. […] § 11. На польській території продовжується організація українських частин… доти, поки це буде можливо на власній території. § 12. Командування польських військ зобов’язується постачати українські війська зброєю, амуніцією, спорядженням й одягом у кількості, необхідній для трьох дивізій. […] § 16. Обидві сторони зобов’язуються тримати цю конвенцію у таємниці. Ця конвенція підписана у Варшаві. |

## Оцінка угоди
Варшавський договір був засуджений найближчими прибічниками Симона Петлюри — Володимиром Винниченком, Михайлом Грушевським та іншими. Незаконним назвав цей договір голова Всеукраїнського трудового конгресу Семен Вітик, Ісаак Мазепа та ін.
Англійський науковець лівих поглядів Едвард Карр назвав С. Петлюру «вдалим авантюристом», а укладений ним Варшавський договір кваліфікував як «банкрутство українського буржуазного націоналізму», бо національні почуття українського селянства стимулювалися перш за все ворожістю до польських поміщиків.

### Симон Петлюра
У 1926 році С. Петлюра так пояснює свої дії:

| «Тільки нечесний демагог може дозволити говорити собі про те, що «Петлюра продав» Галичину, Волинь і так далі. Петлюра, якщо говорити правду, несе на собі відповідальність за історичні «гріхи» і недоліки української неорганізованості, малокультурності і несприятливих обставин в житті української нації...шлях до української державності лежить через Київ, а не через Львів. Тільки тоді, коли Українська Державність утвердиться на горах Дніпра і біля Чорного моря, лише тоді можна думати реально про об'єднання українських земель захоплених сусідами. Інша політика — це мрії, нереальні комбінації, які приведуть до того, що ніякої України не буде... Я переконаний, що вірність обраної мною лінії підтвердить історія»[3]. |

### Сергій Шелухін
Сергій Шелухін, як фахівець правових питань, неодноразово наголошував про юридично неграмотне складання договору: з боку УНР він був підписаний міністром закордонних справ Андрієм Лівицьким (одним ним, від імені уряду І. Мазепи), який не мав юридичного права підписувати договір. Адже за постановою Директорії від 15 листопада 1919 року уповноваженими у міжнародних справах були Федір Швець і Андрій Макаренко. З іншого боку, Варшавський договір передбачав надання повноважень лише одній особі — Симону Петлюрі. В ньому зазначалось, що Річ Посполита визнає Директорію незалежної УНР на чолі з головним отаманом С. Петлюрою як верховну владу в Українській Народній Республіці, яка відповідала Конституції 28 січня 1919 року, а також вказував на 
| «намагання С.Петлюри знищити цю Конституцію, скасувати Директорію, перетворити її у фікцію та утворити своє єдіновластіє»[5]. |
Доказом цього була видана нова Конституція УНР за підписом С. Петлюри, яка, на переконання С. Шелухіна, суперечила чинному законодавству. Відповідно до її норм, Петлюра виступав єдиним джерелом верховної влади та наділявся широкими законодавчими, адміністративними та судовими повноваженнями.
По-друге, Варшавський договір між УНР і Польщею був укладений із врахуванням інтересів виключно польської сторони, адже Польща визнала лише право України на незалежне державне існування. За таких обставин, мова йшла виключно про визнання тільки права на державність, а не про українську державність, як існуючу правову реальність. Польська сторона постійно вживала усталену термінологію при назві держави — «Польський уряд РПП». Натомість українська сторона як державно-правову назву використовувала одночасно декілька термінів, наприклад «уряд УНР», а то й просто «Україна». Відповідно до тексту договору, С. Петлюра і його уряд зобов'язалися не укладати жодних угод проти РПП, а уряд РПП — жодних договорів проти України, але не проти Української Народної Республіки. Правоту позиції С. Шелухіна підтвердив і той факт, що на переговорах в Ризі, якби це не оцінювалося, був укладений радянсько-польський договір як проти УНР, так і проти С. Петлюри.
По-третє, визнання держави як суб'єкта міжнародного права, включає й визнання всіх її структурних елементів, у тому числі й народу. Натомість в договорі від 21 квітня 1920 р. не тільки про народний суверенітет, а й взагалі про український народ навіть не згадується. Його трактували виключно як об'єкт договору, щоб розпоряджатися ним, як «безвольним та безсловесним, безправним і недієздатним».
Прем'єр-міністр І. Мазепа, який не знав про його підготовку, згодом відзначав:

| "Варшавський договір був для мене повною несподіванкою. Було ясно, що цей договір міг бути підписаний тільки в умовах, коли польський "союзник" міг диктувати свою волю представникам У.Н.Р." |
Без погодження з міністрами й ще трьома членами Директорії А. Лівицький не мав права одноосібно підписувати цей договір, який мав таємний характер і був опублікований лише в 1926 році.
Використовуючи значний фактичний матеріал, С. Шелухін показав, як нехтування правових норм політичною елітою України, насамперед у реалізації зовнішньополітичного курсу, призвело до занепаду української державності на початку XX століття.
Сутність Варшавського договору С. Шелухін вважав антиукраїнською:
| Цей договір від початку до кінця б'є по пучуття честі й гідності національної, по доброму імені й по інтересах української нації, живе тіло якої він ріже холоднокровно і шматує так, як це можуть робити тільки вороги життя, існування, свободи і розвитку українського народу[8]. |
С. Петлюра зі своїми однодумцями зреклися ідеалів українського народу,

| підпорядкувалися польській орієнтації, відійшли від незалежного курсу зовнішньої політики УНР та стали самозванцями. | Жодний ворог української нації, підкреслював вчений, не міг би зробити більше, ніж зробили ті люди, які виступили в цьому договорі від імені українського народу.

### Радянська пропаганда

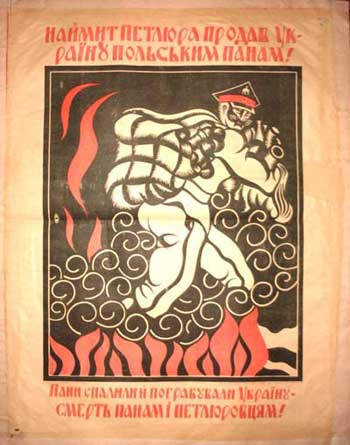
Радянський плакат 1920 року

Радянська влада поширювала ідею, що Петлюра продав Україну Польщі, з цією ж метою був випущений пропагандистський фільм "Пілсудський Купив Петлюру".

## Фактичне анулювання договору
Пізніше, у жовтні 1920 року, по закінченні польсько-радянської війни, польський уряд визнав УСРР і уклав з нею Ризький мирний договір 1921 року, що фактично анулював Варшавський договір. Цей радянсько-польський договір був укладений як проти УНР, так і проти С. Петлюри, оскільки до складу Польщі він передав лише території колишньої ЗУНР, а, наприклад, Підляшшя, Холмщину, Волинь та інші території УНР, що дісталися їй від Російської імперії, повинні були залишитися в її складі.